# Adelaida de Chalon
Adelaida de Chalon, Adelaida de Borgonya, Wera de Borgonya  o Wera de Chalon (? - 964) fou la segona filla de Gilbert de Chalon. A la mort d'aquest el 956 el va succeir la seva filla gran Luitgarda de Chalon o de Borgonya, que s'havia casat poc abans amb Otó I de Borgonya fill d'Hug el Gran. Luitgarda desapareix de les fonts el 960 i probablement va morir per aquesta data; com que no havia tingut fills amb Otó, la va succeir la seva germana Adelaida casada amb Robert de Vermandois, comte de Meaux (Robert I). Els comtats paterns (Chalon, Autun, Beaune, Troyes, Avallon i Dijon) foren usurpats per Lambert de Chalon però Robert i Adelaida van conservar almenys Troyes (on el marit fou Robert II). Adelaida i Robert van tenir a:
- Heribert el Jove (vers 950 - 995 o 996), comte de Meaux, de Troyes i d'Omois
- Adela[2] (vers 950 † 974), casada vers 968 amb Lambert de Chalon i en enviudar vers el 978, amb Jofré I Grisegonelle (? - 987), comte d'Anjou
- Adelàsia de Troyes, casada vers 970 amb Carles de Baixa Lotaríngis[3]
- Arquimbald (? - 29 d'agost del 968), arquebisbe de Sens el 959[4]